# Кортні (Північна Дакота)
Кортні (англ. Courtenay) — місто (англ. city) в США, в окрузі Статсмен штату Північна Дакота. Населення — 36 осіб (2020).

## Географія
Кортні розташоване за координатами 47°13′28″ пн. ш. 98°34′7″ зх. д. / 47.22444° пн. ш. 98.56861° зх. д. (47.224317, -98.568510).  За даними Бюро перепису населення США в 2010 році місто мало площу 1,15 км², уся площа — суходіл. В 2017 році площа становила 1,08 км², уся площа — суходіл.

## Демографія
Згідно з переписом 2010 року, у місті мешкало 45 осіб у 21 домогосподарстві у складі 13 родин. Густота населення становила 39 осіб/км².  Було 26 помешкань (23/км²).
Расовий склад населення:
| - 100,0 % — білих |

До двох чи більше рас належало 0,0 %. Частка іспаномовних становила 0,0 % від усіх жителів.
За віковим діапазоном населення розподілялося таким чином: 20,0 % — особи молодші 18 років, 73,3 % — особи у віці 18—64 років, 6,7 % — особи у віці 65 років та старші. Медіана віку мешканця становила 50,5 року. На 100 осіб жіночої статі у місті припадало 104,5 чоловіків;  на 100 жінок у віці від 18 років та старших — 100,0 чоловіків також старших 18 років.
Середній дохід на одне домашнє господарство  становив 113 605 доларів США (медіана — 97 917), а середній дохід на одну сім'ю — 129 107 доларів (медіана — 93 750). За межею бідності перебувало 29,8 % осіб, у тому числі 63,6 % дітей у віці до 18 років та 0,0 % осіб у віці 65 років та старших.
Цивільне працевлаштоване населення становило 31 особа. Основні галузі зайнятості: мистецтво, розваги та відпочинок — 19,4 %, сільське господарство, лісництво, риболовля — 19,4 %, оптова торгівля — 12,9 %, транспорт — 9,7 %.